# Stadio comunale (Telgate)
Lo stadio comunale è l'impianto di calcio del comune di Telgate, sede fino al 1989 degli incontri della squadra locale.
Stadio di scarsa rilevanza nel panorama calcistico (la squadra di Telgate ha giocato solo 2 campionati in serie C2 e ha riaperto nel 2015 dopo 25 anni di chiusura), riveste invece importanza storica per il football americano in quanto teatro dell'edizione del 1993 del Superbowl italiano e di quella dello stesso anno del campionato europeo.
Ha inoltre ospitato per alcune stagioni i Lions Bergamo.

## Incontri principali

### Superbowl italiano 1993
| Telgate 10 luglio 1993 | Lions Bergamo | 48 – 39 (6-12 14-7 7-8 21-12) | Gladiatori Roma | Stadio Comunale (2500 spett.) |

### Europeo 1993
| Telgate 21 luglio 1993 Semifinale | Italia | 9 – 0 | Svezia | Stadio Comunale |

| Telgate 22 luglio 1993 Semifinale | Finlandia | 10 – 0 | Germania | Stadio Comunale |

| Telgate 1993 Finale 3º-4º posto | Svezia | 3 – 21 | Germania | Stadio Comunale |

| Telgate 20 agosto 1993 Finale | Italia | 7 – 17 | Finlandia | Stadio Comunale |